# První světlo

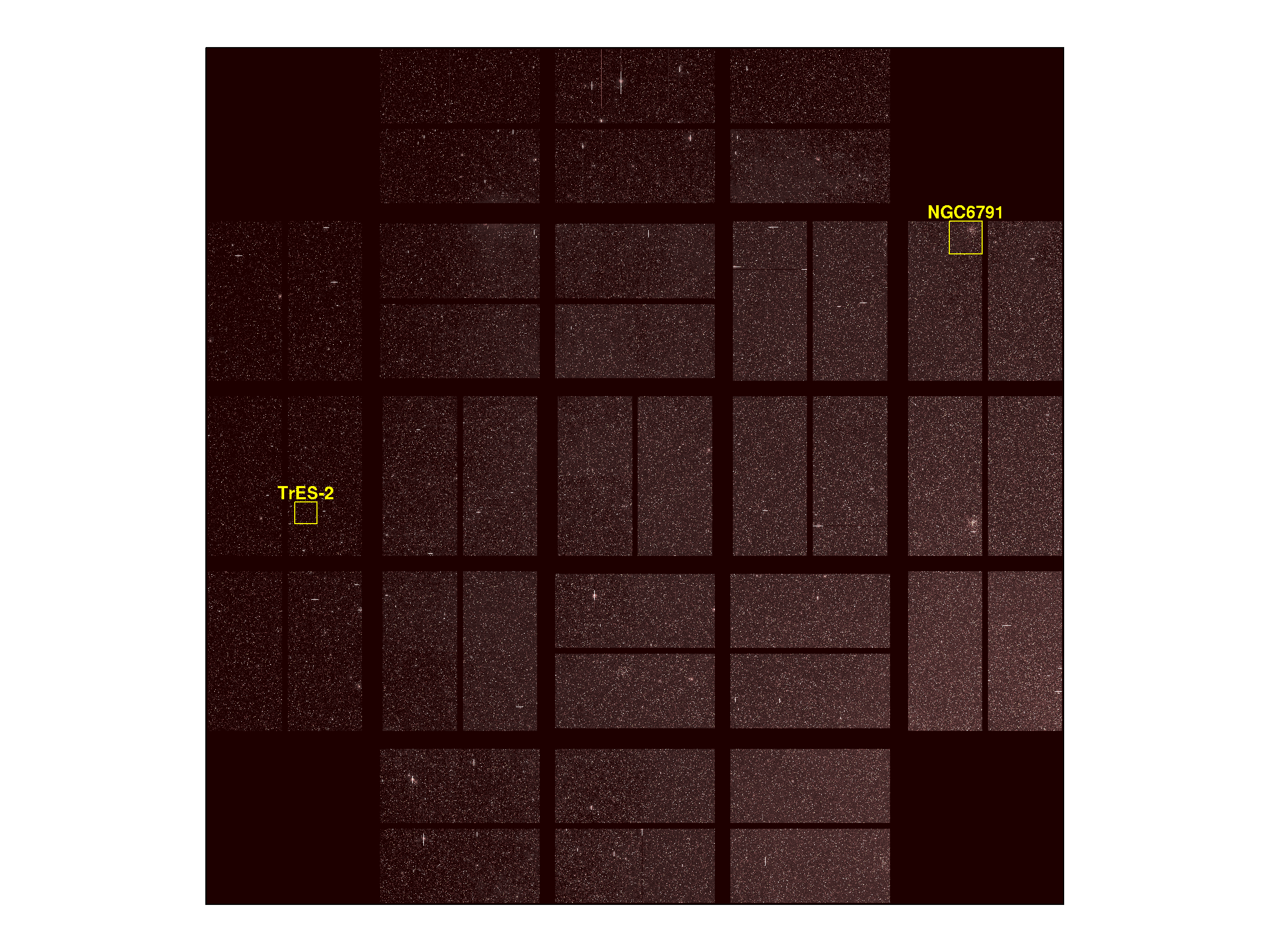
Snímek z prvního světla sondy Kepler, ukazující jeho maximální úhel záběru

Jako první světlo se označuje okamžik, kdy je dalekohled poprvé použit k získání astronomických záběrů (či přeneseně jiný přístroj poprvé využit pro svůj hlavní účel). Nejedná se o první použití daného dalekohledu, neboť před pořízením prvních snímků je obvykle potřeba provést řadu optických testů a kalibrací. Častým cílem prvního světla je nějaký známější a efektní objekt.
První získaný snímek má jen zřídka nějakou vědeckou hodnotu, neboť kvalita obrazu ještě nedosahuje plně možností daného přístroje. Přesto je to velmi očekávaný okamžik pro jeho obsluhu a astronomickou obec vůbec, neboť dalekohled poprvé dodá nějaké výstupy.

## Galerie

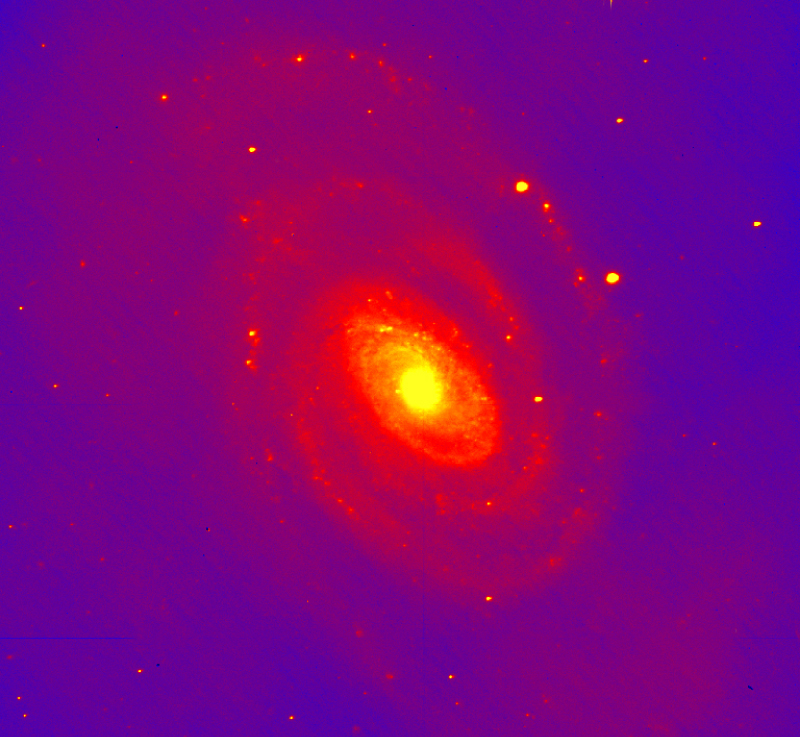
Snímek spirální galaxie NGC 5364 z prvního světla dalekohledu VIMOS, jedné ze součástí Very Large Telescope
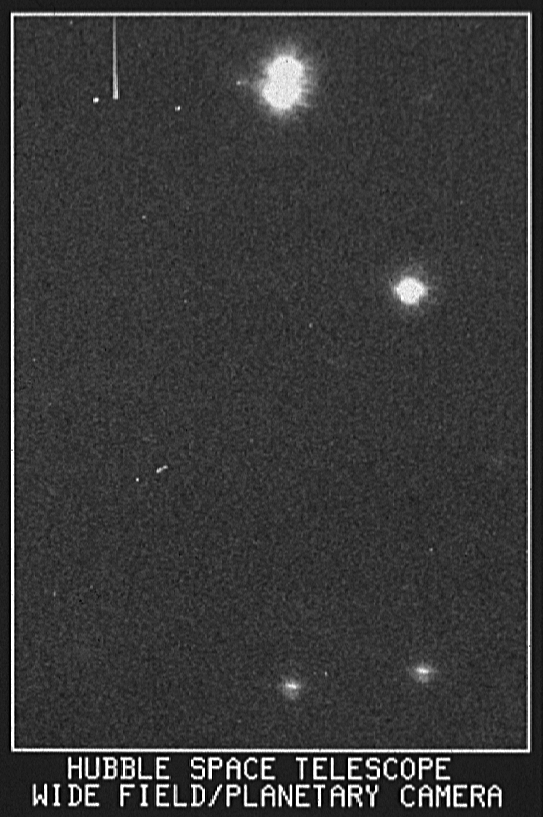
První snímek z Hubblova vesmírného dalekohledu pořízený pomocí fotoaparátu WFPC
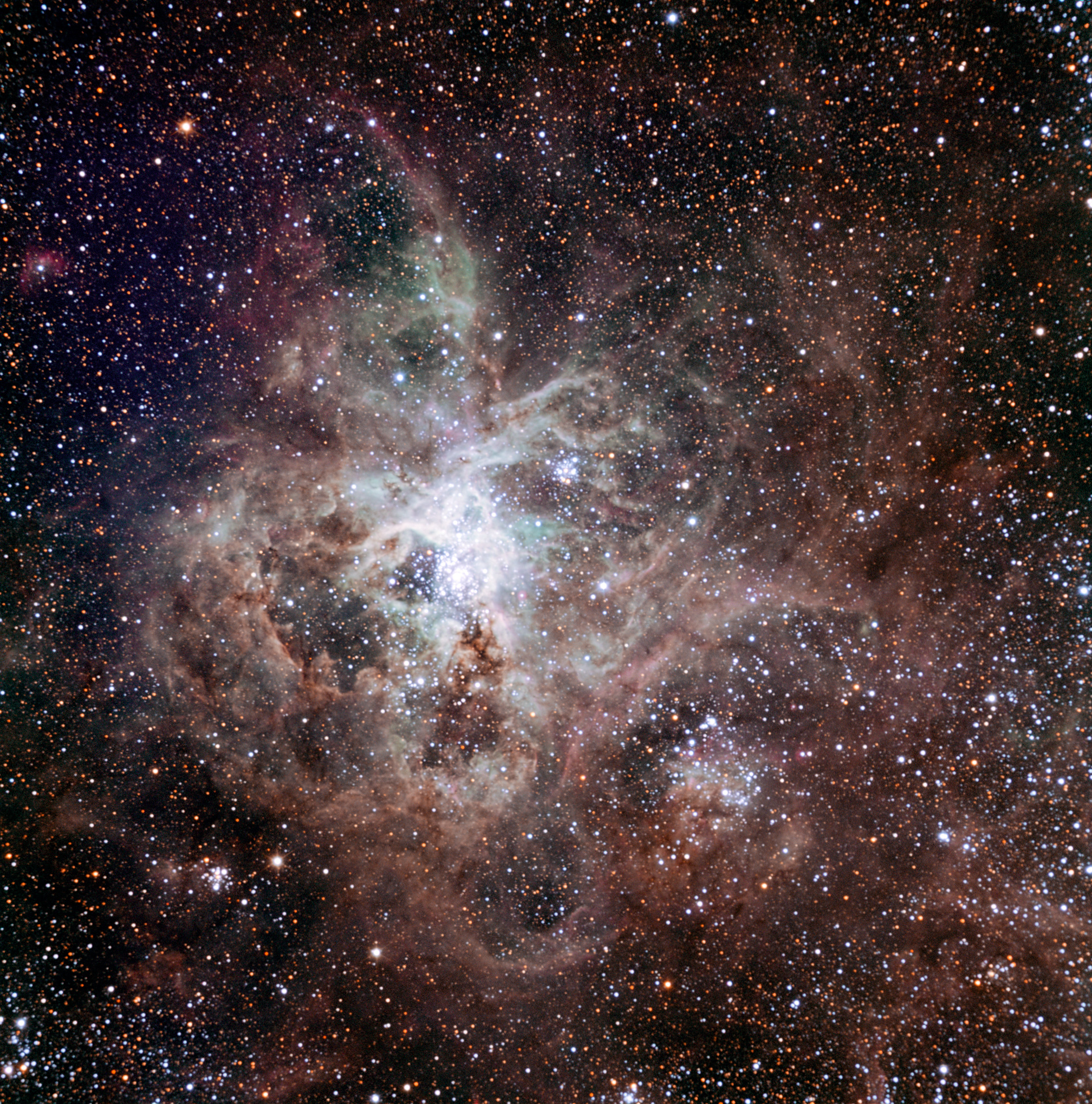
Fotografie Mlhoviny Tarantule z prvního světla dalekohledu TRAPPIST